# Dambach (Krems)
Der Dambach ist ein rund 15 km langer linker Zufluss der Krems im Traunviertel in Oberösterreich.

## Verlauf
Das Quellgebiet des Dambachs liegt nordwestlich von Kremsmünster in einem Waldgebiet. Er durchfließt kurz darauf die Schacherteiche, vier im 16. Jahrhundert künstlich angelegte Teiche. Anschließend fließt der Dambach konstant in nordöstlicher Richtung, in etwa parallel zwischen dem nördlich verlaufenden Sipbach und der südlich verlaufenden Krems. Er bildet die Gemeindegrenze zwischen Sipbachzell im Norden und Kremsmünster bzw. Kematen an der Krems im Süden und fließt anschließend durch das Gemeindegebiet von Neuhofen an der Krems, bis er bei Dambach (Gemeinde Neuhofen an der Krems) von links in die Krems mündet. Der Dambach hat nur wenige, sehr kurze Zuflüsse.
Aufgrund des kleinen Einzugsgebietes ist die Wasserführung des Dambachs relativ gering, im Sommer 2003 ist er weitgehend versiegt.

## Ökologie
Der Dambach stellt im Großteil des Verlaufs ein natürliches Fließgewässer dar, er ist nur an wenigen Stellen geringfügig reguliert. Insbesondere das Hochwasser im August 2002 sorgte für eine dynamische Umgestaltung und resultierte in einer abwechslungsreichen, natürlichen Struktur. Der Bach weist eine wechselnde Breite auf, an vielen Stellen bildet er Mäander. In Abschnitten mit etwas größerem Gefälle kommt es kleinräumig auch zur Aufspaltung und Bildung kleiner Inseln sowie zur Ablagerung schmaler Kiesbänke. Es wechseln sich tiefere und seichtere Bereiche und solche mit gröberen und feineren Sedimenten ab.
Über weite Strecken verfügt der Dambach über ein schmales, aber struktur- und artenreiches  Uferbegleitgehölz aus Baum- und Strauchschicht. Zu den vorherrschenden Arten gehören Bruch- und Silberweide, Schwarzerle, Gemeine Esche, Gewöhnliche Traubenkirsche, Schwarzer Holunder und Gemeiner Schneeball. An manchen Stellen ist das Gehölz zu kleinen Bachauen verbreitert, die bei Hochwasser überflutet werden und von der Schwarzerle dominiert werden. In einzelnen Mäandern haben sich Feuchtwiesen gebildet, in denen unter anderem verschiedene Seggen-Arten, Behaarter Kälberkropf, Echter Beinwell oder Gewöhnlicher Teufelsabbiss wachsen.
Die Fließstrecke wird durch 18 Querbauwerke unterbrochen, von denen 11 im Unterlauf für  Fische passierbar sind. Der ökologische Zustand wurde 2021 im gesamten Verlauf als mäßig, kurz vor der Mündung als unbefriedigend eingestuft.